# Back to Me (Marian Hill e Lauren Jauregui)
Back to Me è un singolo del duo musicale elettronico statunitense Marian Hill e della cantante statunitense Lauren Jauregui, pubblicato l'8 dicembre 2016 come unico estratto dalla versione estesa del loro primo album in studio Act One.

## Accoglienza
Myles Tanzer del The Fader ha lodato la chimica tra le voci delle cantanti. Emilee Linder, per Fuse, ha definito la voce della Jauregui  "levigata e rauca".